# Stichting Strijd Tegen Misbruik
Stichting Strijd Tegen Misbruik is een Nederlandse stichting die seksueel kindermisbruik bestrijdt. De stichting is in 2014 opgericht door Marcel Jeninga.

## Doelstellingen van de stichting
1. Het stimuleren, coördineren, verbinden, uitvoeren en doen uitvoeren van activiteiten voor slachtoffers van seksueel misbruik.
2. Het laten ontbinden/strafrechtelijk vervolgen van verenigingen/personen, welke zich bezighouden met het verheerlijken en of verspreiden van kinderporno.
3. Het op verantwoorde wijze inschakelen van vrijwilligers. Het samenwerken met instellingen en organisaties met doelen verwant aan de doelstelling van de stichting. De instandhouding en beheer en eventueel oprichting van accommodaties, noodzakelijk voor het doel van de stichting.
4. Het onderhouden van contacten met overheidsinstanties, instellingen bedrijven en personen, welke voor het doel van de stichting nodig of nuttig zijn. Het aanwenden van alle andere zinvolle en wettige middelen die tot het gestelde doel kunnen leiden.

## Geschiedenis
Jeninga is de vader van een kind dat op jonge leeftijd misbruikt is. In 2010 deden hij en zijn vrouw aangifte tegen Vereniging Martijn wegens vermeende medeplichtigheid. Dit leidde niet tot vervolging van de vereniging. Wel werd deze op 18 april 2014 verboden. Om verder te kunnen strijden tegen kindermisbruik, richtten beide ouders in 2014 de stichting op.
Op 13 mei 2014 heeft de stichting een verzoek gedaan bij de Tweede Kamer om affectieschade toe te kennen bij kindermisbruik. Het wetsvoorstel Vergoeding van affectieschade is op 10 april 2018 aangenomen in de Eerste Kamer.
Sinds 4 juli 2015 is de stichting ook in Duitsland aan het werk onder de naam 'Kampf Gegen Missbrauch' met ICH – Inter-NATIONAL CHILDREN Help e.V als samenwerkingspartner om misbruik in Duitsland onder de aandacht te brengen.
Op 29 maart 2018 heeft de stichting aangifte gedaan tegen het zogenaamde 'pedohandboek'. In dit boek staat uitgelegd hoe je een kind moet misbruiken en hoe je de DNA-sporen kan uitwissen. In 2020 is in Duitsland aangifte gedaan tegen het boek.
Op 17 juni 2019 is er opnieuw aangifte gedaan tegen de oud-leden van vereniging Martijn, vanwege het voortzetten van verboden activiteiten. Het OM heeft op 22 maart 2021 aangegeven dat de ze de oud-leden gaan vervolgen, wegens het voortzetten van de verboden vereniging.
Sinds 20 april 2021 is het pedohandboek verboden in Duitsland

## Ambassadeurs
- Dilana Smith (Nederland)
- Kathy Boyd (Amerika)